# Joseph Wenzel Peithner von Lichtenfels

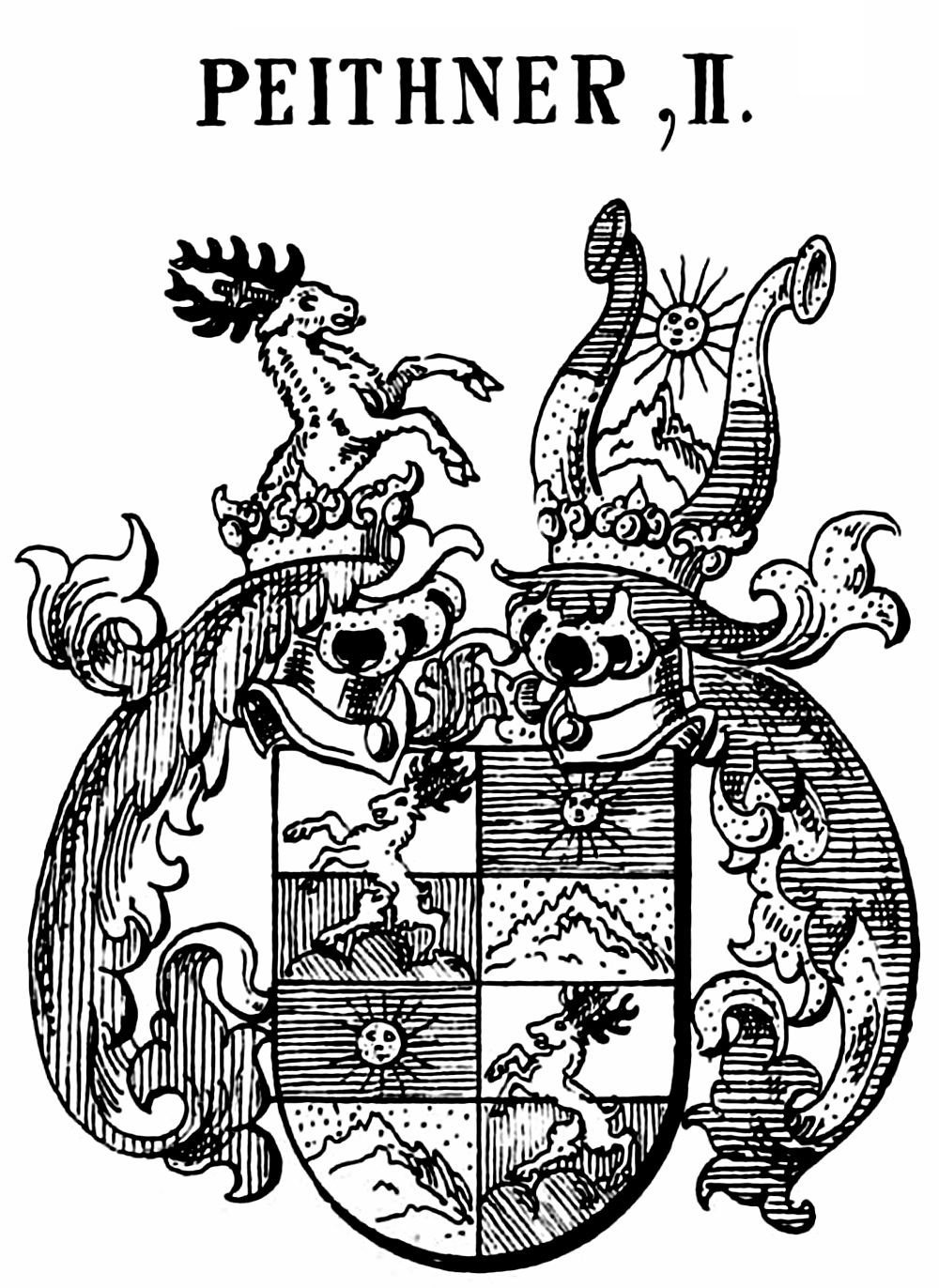
Gemehrtes Wappen der Peithner

Joseph Wenzel Peithner, seit 1780 Edler von Lichtenfels, (* 5. März 1725 in Gottesgab; † 27. November 1807 in Prag) war ein böhmischer Gubernialbergrat, Bergwerksinspektor und Oberamtsverwalter.

## Leben
Peithner stammte aus dem briefadligen Geschlecht Peithner von Lichtenfels. Es war Zweig eines alten Pustertaler Geschlechts, das sich ursprünglich Peintner nannte und am 4. November 1609 von Erzherzog Maximilian von Österreich in Innsbruck ein Wappen verliehen wurde. Nach dem Dreißigjährigen Krieg ließ sich sein Vorfahre in Böhmen nieder, wo er in der Bergstadt Gottesgab im Bergbau tätig wurde. Joseph Wenzel Peithner war der Sohn des Bergschreibers und Schichtmeisters Johann Christoph Joseph Peithner und dessen Ehefrau Maria Elisabetha († 16. August 1755). Sein Großvater, der Stadtrichter Johann Christian Peithner, war Lehnträger einer Grube im benachbarten Goldenhöhe. Peithners Bruder war der Montanwissenschaftler und Gründer der ersten Bergbau-Universität der k.k. Monarchie in Schemnitz Johann Peithner.
Peithner betreute und förderte die technische Kultivierung der Bergwerke zum Silberanbau in den Silber-Kobaltgängen. Während des Siebenjährigen Krieges leitete er die Verteidigung der 13 Ortschaften, die in seinem Bergwerksbezirk lagen, vor feindlicher Zerstörung. 1766 bekleidete er das Amt des ersten Berggeschworenen in St. Joachimsthal. 1769 wurde er zum Bergmeister von Katharinaberg ernannt und 1774 fungierte er als Oberamtsverwalter von St. Joachimsthal. Im Jahre 1780 wurde ihm gemeinsam mit seinem Bruder Johann das Adelsprädikat Edler von Lichtenfels verliehen. Zuletzt trug Peithner den Titel eines k. k. Bergrates in Prag. 
Sein Schwiegersohn war der k. k. Gubernialrat in Pribram Aloys Mießl Edler von Zeileisen.

## Familie und Nachkommen
Joseph Wenzel Peithner heiratete am 24. November 1766 in St. Joachimsthal Barbara Carpano (* um 1746; † 18. November 1802 in Prag), Tochter des Bürgers und Kaufmanns Joseph Carpano.
- Joannes Nep: Jgnatius Vincentius Peithner von Lichtenfels (* 11. Februar 1768 in St. Joachimsthal); 1789 Doktorat in Wien; ⚭ 4. September 1794 in Prag St. Nikolaus Theresia Salzmann
  - Johann Nepomuk Wenzl Karl Peithner von Lichtenfels (* 30. Januar 1797 in Prag)
  - Philipina Anna Theres Peithner von Lichtenfels (* 21. Juli 1803 in Prag)
  - Anna Josepha Rosa Antonia Peithner von Lichtenfels (* 6. Juli 1805 in Prag); ⚭ 10. November 1825 in Prag St. Nikolaus Wenzel Eduard Redlhammer, Kaufmann[4]
  - Franz Joseph Johann Peithner von Lichtenfels (* 7. Mai 1807 in Prag)
  - Josepha Peithner von Lichtenfels (* 4. Oktober 1810 in Prag; † 23. September 1893 ebenda); ⚭ Adalbert Ritter von Lanna, k. k. Schiffmeister
- Joannes Wenceslaus Peithner von Lichtenfels (* 2. Juni 1770 in St. Joachimsthal), Gubernialbergrat und Berginspektor
- Anna Antonia Aloysia Peithner von Lichtenfels (* 31. Januar 1776 in St. Joachimsthal; † 11. Juli 1848 in Prag); ⚭ Aloys Mießl Edler von Zeileisen, k. k. Gubernialrat in Pribram